# اچ‌ام‌اس تی (کی۲۳۲)
اچ‌ام‌اس تی (کی۲۳۲) (به انگلیسی: HMS Tay (K232)) یک کشتی بود که طول آن ۲۸۳ فوت (۸۶٫۲۶ متر) بود. این کشتی در سال ۱۹۴۲ ساخته شد.